# برايس سالبادور
برايس سالبادور هو لاعب هوكي جليد كندي، ولد في 11 فبراير 1976 في براندون في كندا.

## وصلات خارجية
- برايس سالبادور على موقع دوري الهوكي الوطني (الإنجليزية)
- برايس سالبادور على موقع قاعة مشاهير الهوكي (لاعب أن.إتش.أل) (الإنجليزية)
- برايس سالبادور على موقع EliteProspects.com (الإنجليزية)
- برايس سالبادور على موقع HockeyDB.com (الإنجليزية)
- برايس سالبادور على موقع Hockey-Reference.com (الإنجليزية)